# Epimyia carolina
Epimyia carolina är en tvåvingeart som beskrevs av Ephraim Porter Felt 1911. Epimyia carolina ingår i släktet Epimyia och familjen gallmyggor.
Artens utbredningsområde är North Carolina. Inga underarter finns listade i Catalogue of Life.